# (29999) 2000 AT137
A (29999) 2000 AT137 a Naprendszer kisbolygóövében található aszteroida. A LINEAR projekt keretében fedezték fel 2000. január 4-én.